# Alfentanil
Alfentanil (Handelsnamen: Rapifen, Alfenta) ist ein synthetisches Opioid, das fast ausschließlich zur Anästhesie verwendet wird. Der Wirkstoff, von der Janssen GmbH bereits in den 1950er Jahren als Alfentanilhydrochlorid unter dem Markennamen Rapifen angeboten, wurde 1978 von Janssen Pharmaceutica patentiert und wird als Hydrochlorid-Monohydrat eingesetzt. Nebenwirkungen und Wechselwirkungen sind praktisch dieselben wie beim verwandten Fentanyl. Im Vergleich zu Fentanyl weist Alfentanil einen schnelleren Wirkeintritt und eine kürzere Wirkdauer auf. Alfentanil unterliegt der Betäubungsmittel-Verschreibungsverordnung.

## Klinische Angaben
Alfentanil wird als Opioid in der Anästhesie vor allem bei kurzen operativen Eingriffen (z. B. Ausschabungen oder Repositionen) verwendet. Die durchschnittliche Dosierung der Injektionslösung beträgt 15–30 µg/kg Körpergewicht i. v., bei einem Patienten von 70 kg also etwa 1–2 mg. Die Wirkungsdauer beträgt etwa 10 bis 15 Minuten. Dosisabhängig kann die atemdepressive Wirkung nach Operationen auch länger anhalten.
Die Nebenwirkungen entsprechen denen der anderen Opioide. Typisch für Alfentanil ist das Auftreten einer Thoraxrigidität (Steifigkeit des Brustkorbes durch einen Rigor der Skelettmuskulatur), die bei bis zu 10 % der Patienten auftritt.

## Pharmakologische Eigenschaften
Die relative analgetische Potenz von Alfentanil beträgt 30–40 im Vergleich zu Morphin, beziehungsweise etwa 0,3 im Vergleich zu Fentanyl. Alfentanil ist ein reiner Agonist an µ-Rezeptoren. Das Verteilungsvolumen von Alfentanil beträgt nur 0,06 l/kg Körpergewicht. Der maximale Wirkeffekt wird bei intravenöser Applikation schon nach etwa einer Minute erreicht. Im Vergleich zu Fentanyl weist Alfentanil auch bei wiederholter oder kontinuierlicher Applikation eine nur geringe Verlängerung der Halbwertszeit auf. Der Abbau von Alfentanil erfolgt in der Leber, dabei werden keine aktiven Metaboliten gebildet.

## Handelsnamen
Rapifen (D, A, CH), Generika